# Dolní Dvůr
Dolní Dvůr település Csehországban, Trutnovi járásban. Dolní Dvůr Lánov, Černý Důl, Strážné és Vrchlabí településekkel határos. Lakosainak száma 273 fő (2024. január 1.).

## Népesség
A település lakosságának változását az alábbi diagram mutatja:
| Lakosok száma | 1352 | 1279 | 1020 | 341  | 268  | 249  | 262  | 268  | 275  | 273  |
|               | 1869 | 1890 | 1921 | 1950 | 1980 | 2001 | 2017 | 2019 | 2022 | 2024 |